# Districte de Sarganserland
El Districte de Sarganserland és un dels 8 cercles administratius (en alemany Wahlkreis) del Cantó de Sankt Gallen (Suïssa). Té una població de 36574 habitants (cens de 2007) i una superfície de 517,92 km². Està format per 8 municipis i el cap és Sargans.

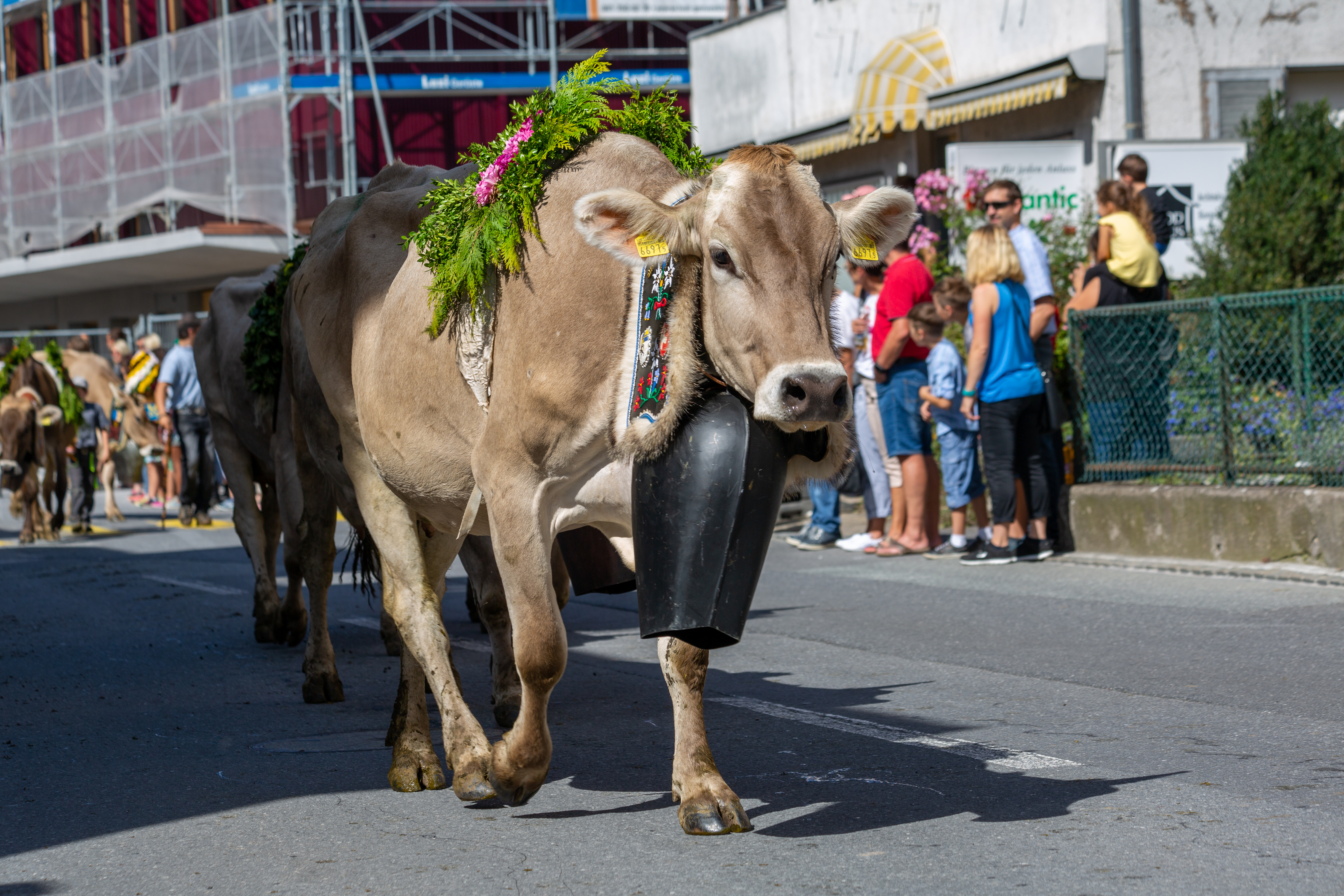
Almabtrieb a Mels el 2019.

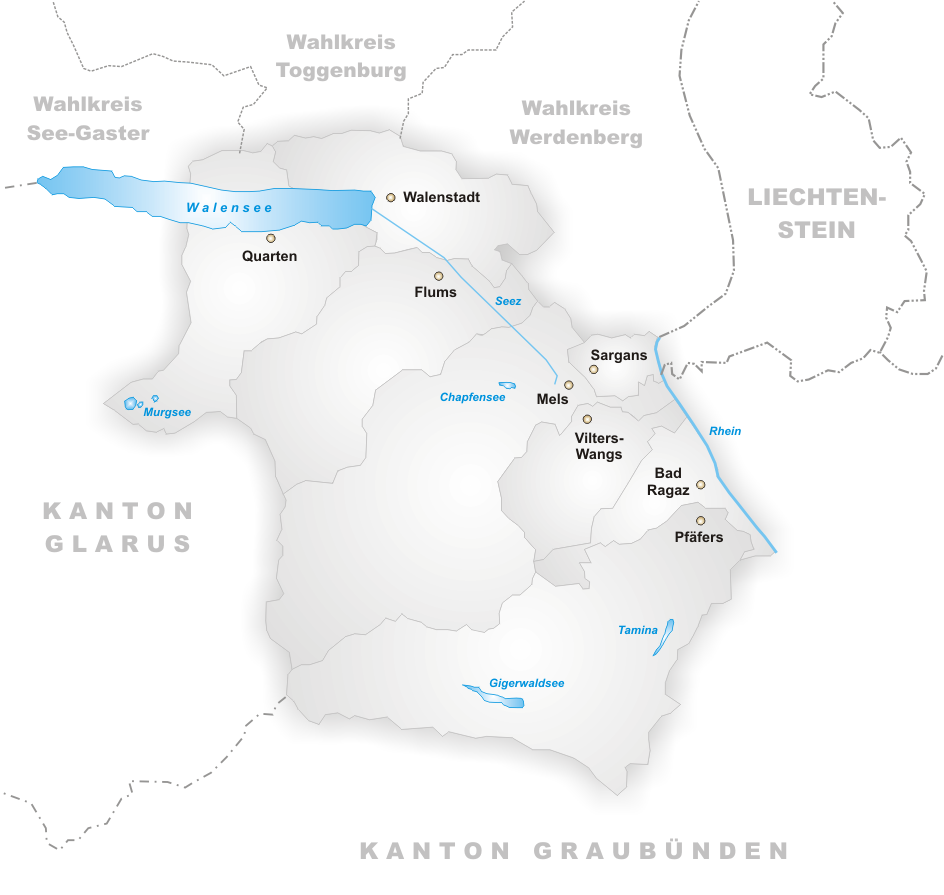
Municipis del districte de Sarganserland

## Municipis
| Escut         | Nom           | Població (Dez. 2007) | Superfície in km² | Núm. SFOS |
| ------------- | ------------- | -------------------- | ----------------- | --------- |
| Bad Ragaz     | Bad Ragaz     | 5'154                | 25.37             | 3291      |
| Flums         | Flums         | 4'899                | 75.03             | 3292      |
| Mels          | Mels          | 8'040                | 139.16            | 3293      |
| Pfäfers       | Pfäfers       | 1'595                | 128.53            | 3294      |
| Quarten       | Quarten       | 2'681                | 61.90             | 3295      |
| Sargans       | Sargans       | 5'184                | 9.48              | 3296      |
| Vilters-Wangs | Vilters-Wangs | 4'112                | 32.70             | 3297      |
| Walenstadt    | Walenstadt    | 4'909                | 45.75             | 3298      |
|               | Total (8)     | 36'574               | 517.92            | 1725      |